# Serra Fina

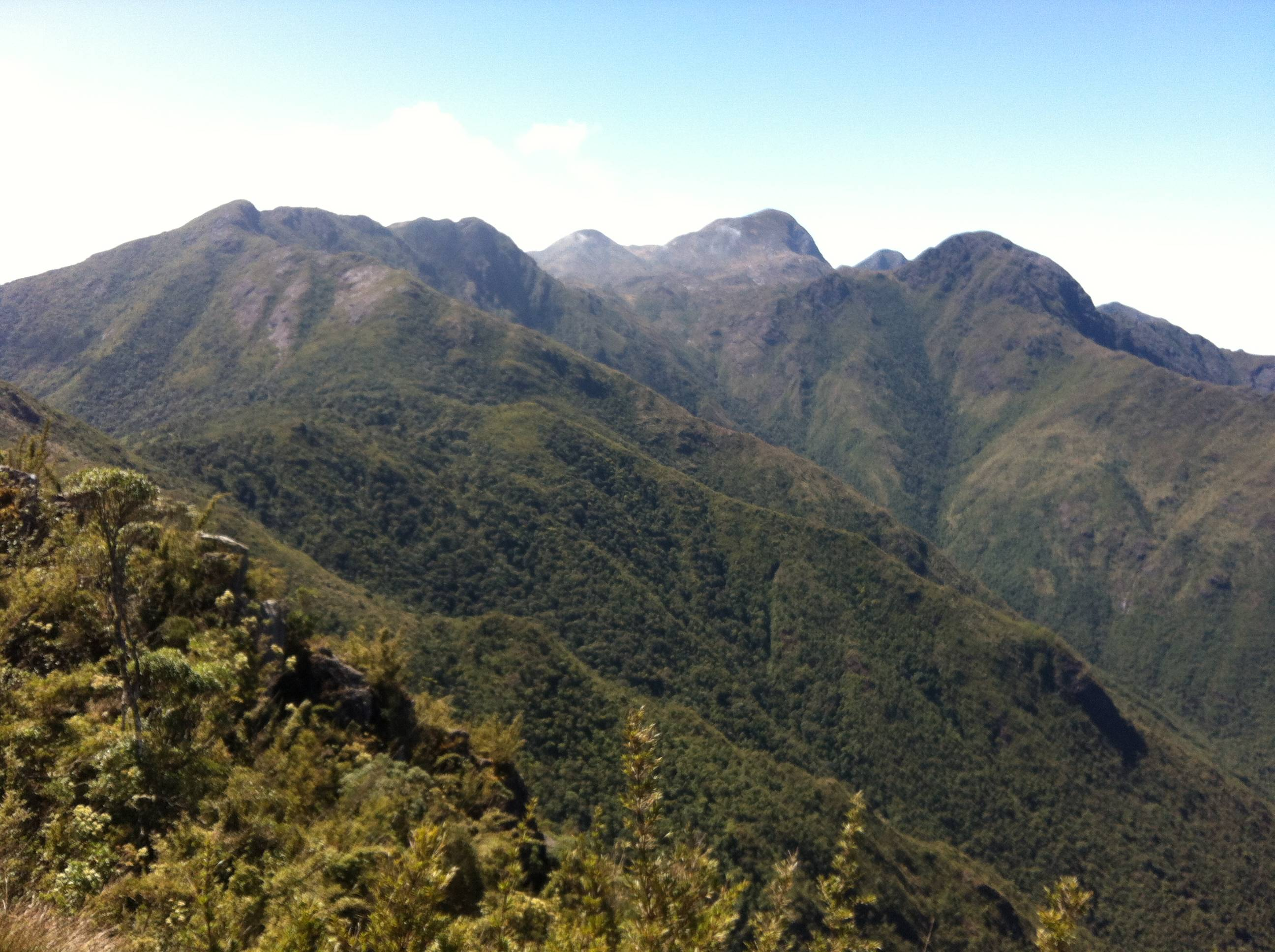
Vista mostrando a parte mais alta da Serra Fina, com a Pedra da Mina visível na centro-direita da imagem.

A serra Fina é uma seção da serra da Mantiqueira, por sua vez uma das mais importantes cadeias de montanhas do Brasil. Coincide em grande parte com o Maciço Alcalino de Passa Quatro e situa-se em sua quase totalidade na divisa entre os estados de Minas Gerais (município de Passa Quatro, com uma área muito pequena no município de Itanhandu) e São Paulo (municípios de Lavrinhas e Queluz), mas sua extremidade leste também alcança o estado do Rio de Janeiro (município de Resende). É vizinha ao maciço do Itatiaia, onde se situam o Parque Nacional do Itatiaia e o pico das Agulhas Negras; os dois maciços são visíveis entre si.
A serra Fina tem um dos maiores desníveis topográficos do território brasileiro (mais de 2 200 m do topo da Pedra da Mina à base da serra no lado paulista, no vale do Paraíba) e a quarta mais alta montanha do Brasil: a Pedra da Mina (2 798 m). Na extremidade leste da serra Fina, também se destaca o pico dos Três Estados (2 665 m), em cujo topo está o ponto tríplice onde se unem as divisas dos estados de Minas Gerais, São Paulo e Rio de Janeiro.
Como é usual nesse trecho da serra da Mantiqueira, a encosta sul é muito mais íngreme que a encosta norte, razão pela qual a maioria das escaladas se faz pelo lado mineiro.

## Nome
A serra Fina tem este nome em virtude possuir largura estreita, às vezes inferior a um metro, ao longo de toda a sua linha de crista.